# Tito Prifernio Peto (cónsul 146)
Tito Prifernio Peto Rosciano Gémino (en latín: Titus Prifernius Paetus Rosianus Geminus) fue un senador romano que vivió en el siglo II, y desarrolló su cursus honorum bajo los reinados de Adriano, Antonino Pío, y Marco Aurelio. Fue cónsul sufecto en el año 146 junto con Publio Mumio Sisenna Rutiliano.

## Orígenes familiares
Peto nació en Trebula Mutuesca en una familia senatorial de gran prestigio. Su padre, Tito Prifernio Peto Roscio Gémino, fue cónsul sufecto en el año 123, y su abuelo, Tito Prifernio Peto, fue cónsul sufecto en el año 96. Su familia también gozaba de prestigio a nivel local, ya que Peto ocupó todos los cargos municipales de su ciudad natal.

## Carrera política
El primer cargo registrado que ocupó Peto fue como decemviri stlitibus iudicandus, parte del vigintivirato. DEspués fue tribuno militar en la Legio X Fretensis, estacionada en Judea. A su regreso a Roma, ocupó las tradicionales magistraturas republicanas romanas como cuestor, tribuno de la plebe y pretor, todas como candidato del emperador Adriano. Edward Dabrowa atribuye este favor a la intercesión de su padre o del conocido abogado y amigo del emperador, su cuñado Publio Pactumeyo Clemente. Según Ronald Syme, Clemente fue cuestor del padre de Peto, cuando este fue gobernador proconsular de África.
Después de servir como pretor, Peto pasó a ser legatus legionis o comandante de una legión cuyo nombre no se ha conservado, pero las dos unidades más probables son la Legio XIV Gemina o la Legio IV Scythica; luego fue gobernador de la Galia Aquitania, que Géza Alföldy data entre los años 142 y 145 aproximadamente. Dabrowa señala: "Este puesto fue de gran importancia en ese momento, ya que prometía un rápido ascenso hacia el consulado". Se convirtió en cónsul sufecto un año después de su regreso a Roma, en el año 146.
Después del consulado, Peto fue admitido en el colegio de augures. También ocupó una serie de cargos proconsulares como curator alvei Tiberis et cloacarum Urbis, praefectus alimentorum; y luego dos gobernaciones, la de Dalmacia entre los años 153 y 156, y gobernador proconsular de África entre los años 160-161.